# Ernest William Barnes
Ernest William Barnes, född 1 april 1874 i Birmingham, död 29 november 1953, var en brittisk teolog och naturvetenskapsman.
Barnes blev 1924 biskop i Birmingham. Utanför sitt ämbete är Barnes känd som författare av matematiska, filosofiska och naturvetenskapliga arbeten. Som teolog företrädde han en radikal, i viss mån rationalistisk teologi. I diskussionen kring Book of Common Prayer motsatte han sig alla katoliserande tendenser och kom därmed i skarp kontrovers med det anglo-katolska partiet. Då han 1927 höll en serie föredrag i Sankt Pauls-katedralen i London, kom det till ytterst stormiga uppträden i synnerhet på grund av hans anslutning till darwinismen. I november 1927 utgav han en samling omstridda tal och predikningar från de senaste åren, Should such a faith offend? (5:e upplagan 1928, svensk översättning 1928).